# La donna del fiume
La donna del fiume è un film drammatico del 1954 diretto da Mario Soldati.
La pellicola ha per protagonista Sophia Loren, alla sua prima prova come attrice drammatica, e che dopo questo film salì alla ribalta.

## Trama

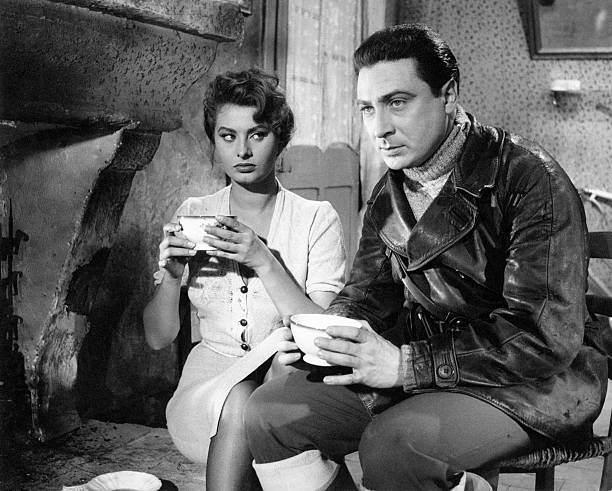
La protagonista Sophia Loren ed il "marito" Gérard Oury in una foto di scena del film

Nives, operaia nello stabilimento di marinatura delle anguille a Comacchio, vive da sola in una casa sul fiume dopo aver perso i genitori. Durante una festa di paese viene importunata e, prima che la situazione degeneri in rissa, il contrabbandiere Gino la carica sulla sua motocicletta e la porta via con sé. Ha inizio così una storia d'amore che, nonostante Gino sia andato a vivere da lei, va avanti di nascosto da tutti. Un giorno Gino, che nel frattempo le aveva fatto capire di non volersi impegnare, parte per Trieste senza avvertirla. Durante la sua assenza, Nives scopre di essere incinta ma Gino, tornato da Trieste, non vuole il bambino e lei per vendetta lo denuncia alla polizia e lui viene arrestato, processato e condannato per contrabbando.
Determinata a dare un futuro al proprio figlioletto e a non dare ascolto agli inutili pettegolezzi che, all'epoca e non solo, avvolgono le donne come lei, si licenzia dal lavoro e abbandona Comacchio. Enzo Cinti, una guardia delle valli, che un tempo la corteggiava la raggiunge per informarla che nel frattempo Gino era evaso dal carcere. Quando la guardia incontra Nives è sola intenta a lavorare al taglio delle canne. Mentre i due discutono, il figlio rimasto senza sorveglianza si perde e viene ritrovato a tarda sera annegato. Durante la veglia funebre arriva Gino, impressionato dalla morte del figlio che aveva rifiutato, si riconcilia con Nives e va a consegnarsi alla polizia.

## Produzione
Il film fu prodotto da Carlo Ponti per lanciare Sophia Loren in risposta alla Mangano di Riso amaro, prodotta dal suo ex-socio Dino De Laurentiis. Soldati subentrò come regista al posto di Basilio Franchina solo due settimane prima dell'inizio delle riprese, per realizzare il suo primo film a colori. Pur trattandosi di un film "su commissione", intervenne sulla sceneggiatura inserendo episodi scritti da un giovane Pier Paolo Pasolini e volle che la Loren imparasse ad andare in bicicletta e si doppiasse da sola, cosa mai fatta prima di allora. Sofia «si gettò nell'impresa come sa fare lei, con strenua volontà di riuscire: parlò addirittura imitando l'accento ferrarese, mentre Giorgio Bassani, accanto al leggìo, le indicava le E o le O aperte o chiuse...».

### Riprese
Il film, che rientra nel filone del melodramma strappalacrime allora molto in voga tra il pubblico italiano, è stato girato fra il luglio e l'ottobre 1954. Gli interni furono realizzati negli stabilimenti Ponti-De Laurentiis di Roma, gli esterni nelle Valli di Comacchio, in Emilia Romagna, e nella zona limitrofa del Lido di Volano, dove è stata anche girata la nota scena della ballata sulla spiaggia. Durante le riprese, molte persone del luogo furono utilizzate come comparse o figuranti.
L’abitazione di Nives è tuttora  esistente e visibile in località Taglio della Falce. La parte finale del film è stata girata nella zona di Pila a Porto Tolle.

## Distribuzione
Il film venne distribuito nelle sale cinematografiche italiane a partire dal 29 dicembre del 1955.

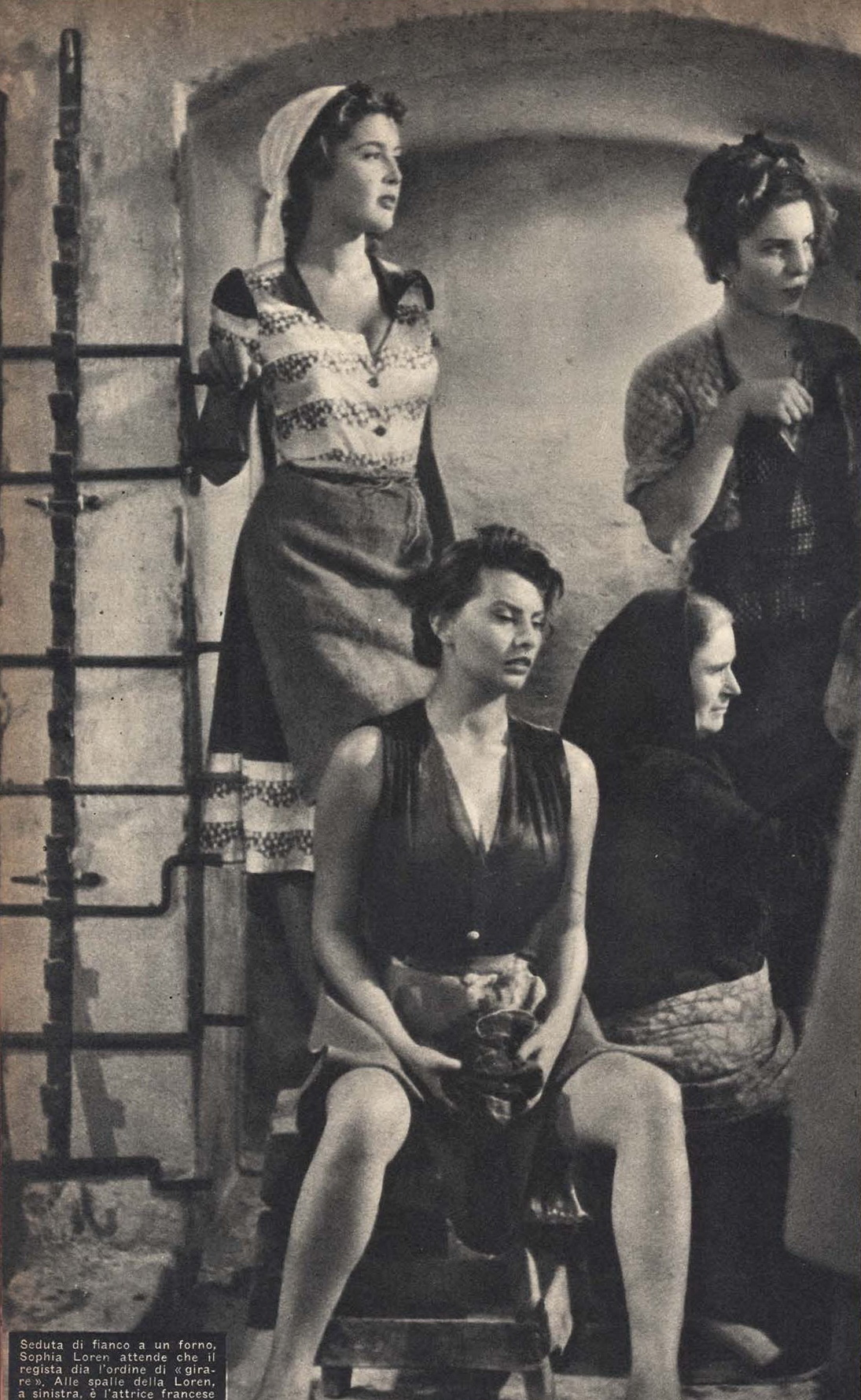
Sophia Loren, Lise Bourdin e altre operaie/attrici del cast a Comacchio, sul set del film

### Critica
Sul sito web Rotten Tomatoes il film riceve soltanto il 17% delle recensioni professionali positive, con un voto medio di 5/10, basato su 48 recensioni.
Il New York Times all'epoca criticò pesantemente il film, definendolo: "...un melodramma mediocre, studiato a tavolino da Carlo Ponti… per il lancio della Loren.» 
Sul sito web Imdb il pubblico intervistato ha assegnato al film un voto medio di 6.3 su 10, basato su 241 recensioni.
Nello stesso anno di uscita del film, su Il Tempo apparve la seguente recensione:
(Vittorio Bonicelli, per Il Tempo (10 novembre 1955))

### Accoglienza
Nonostante le pessime critiche, il film venne accolto molto bene dal pubblico: fu infatti il 17° miglior incasso in Italia della stagione cinematografica 1955-1956.